# Tropicos
Tropicos est un projet du jardin botanique du Missouri. Il s'agit d'une base de données et d'un site internet, originellement sur les plantes tropicales, principalement de l'écozone néotropique (Amérique centrale et du Sud), qui s’est étendu ensuite à toute la planète. La base de données, débutée en 1982, était à l'origine destinée uniquement à la consultation interne, mais elle est ouverte au public et il est possible de l’interroger à distance. 
La base de données contient des images, des données taxinomiques et bibliographiques de plus de 4,87 millions de spécimens d'herbier représentant plus de 1,33 million de noms scientifiques différents. En outre, elle contient les données de plus de 52 600 publications scientifiques.
La base de données peut être interrogée avec le nom scientifique comme avec le nom vernaculaire anglais ou espagnol.

## Classification selon Tropicos
La classification de Tropicos suit la classification APG III selon Chase et Reveal (2009) (appliquée aux mises à jour de la classification phylogénétique APG IV (2016)). Dans cette classification, toutes les plantes terrestres sont incluses dans la classe des Equisetopsida et toutes les plantes à fleurs sont incluses dans la sous-classe des Magnoliidae, les seize principaux grands clades de plantes terrestres étant élevés au rang taxinomique de sous-classe. Pour les bryophytes cependant, la classification suivie est différente, étant tous regroupés dans le sous-règne des Bryobiotina.